# Imperiet (musikalbum)
Imperiet är ett musikalbum av Imperiet från 1988. Det är Imperiets enda album på engelska och innehåller översättningar av låtar tidigare utgivna på svenska. 
Albumet spelades in i Wisseloord Studios i Hilversum. Craig Leon (som bl.a. arbetat med Ramones, Blondie och Suicide) producerade albumet, men inspelningen blev både en slitsam och oinspirerad process för medlemmarna och Per Hägglund fick lämna Imperiet under inspelningen.

## Låtlista
1. "Be the President" (Joakim Thåström/Christian Falk/Per Hägglund/Gunnar Ljungstedt/E Hecksher) - 4:10
2. "C.C. Cowboys" (Imperiet/E Hecksher) - 3:13
3. "Message for the Boys Squad" (Imperiet) - 3:34
4. "Blue Heaven Blues" (Imperiet/K Fahlen) - 5:32
5. "Wild World" (Imperiet/M Dee) - 3:45
6. "Peace" (Mikael Wiehe/M Dee) - 6:14
7. "Running in the Rain" (Thåström) - 4:22
8. "Bible" (Imperiet/E Hecksher) - 6:19
9. "21st Century Sign" (Imperiet) - 3:18

## Medverkande
- Joakim Thåström - sång, gitarr
- Fred Asp - trummor
- Christian Falk - bas, sång
- Per Hägglund - keyboards
- Jonas Lindgren - violin
- Nils Landgren - trombon, trumpet
- Petra Nielsen - kör
- Cassel Webb - kör
- Max Werner - kör
- Irma Schultz - kör
- Idde Schultz - kör